# Warhammer 40,000: Fire Warrior
Warhammer 40,000: Fire Warrior est un jeu vidéo de tir à la première personne développé par Kuju Entertainment et publié par THQ en octobre 2003 sur PlayStation 2 et Microsoft Windows. Le jeu se déroule dans l’univers de science-fiction de Warhammer 40,000 créé par Games Workshop. Le joueur y incarne un guerrier du feu Tau, Shas'la Kais, cherchant à défendre sa race contre les agressions de l’Imperium et des forces du Chaos. Le jeu propose également un mode multijoueur proposant plusieurs modes de jeu comme le match à mort et la capture du drapeau.
| Squad Command |      |       |
| Média         | Nat. | Notes |
| IGN           | US   | 60 %  |
| GameSpot      | US   | 43 %  |
| GameSpy       | US   | 60 %  |